# Студена Алта (Удине)
Студена Алта је насеље у Италији у округу Удине, региону Фурланија-Јулијска крајина.
Према процени из 2011. у насељу је живело 71 становника. Насеље се налази на надморској висини од 804 м.